# Joan Creus i Molist
Joan Creus i Molist   (Ripollet, 24 de novembre de 1956), més conegut pel sobrenom de Chichi Creus, és un exjugador de bàsquet català que estigué en actiu les dècades dels anys 80 i 90.
Va desenvolupar una llarguíssima carrera de gairebé 25 anys a l'elit del bàsquet espanyol, entre els anys 1975 i 1999, defensant les samarretes de diversos clubs catalans de primera divisió, entre els quals destaquen el FC Barcelona i el TDK Manresa, amb els quals va guanyar la Lliga ACB.
Jugador completíssim, és considerat un dels millors bases catalans de tots els temps. Els seus millors anys els va desenvolupar a Granollers en la dècada dels 80, on va esdevenir un dels basquetbolistes més importants de l'estat. Era el millor ofensivament, i destacava en totes les facetes del joc, a més de ser un gran defensor. El que va fer a Manresa en els seus últims anys com a professional, convertint un modestíssim equip en campió de lliga i de copa, només pertany a l'èpica de l'esport. Va ser el líder absolut i un ídol per l'afició de tots els equips en els quals va jugar.

## Biografia i carrera esportiva

### Els inicis
Joan Creus es va estrenar al món del bàsquet amb l'equip de la seva població, el Ripollet, a la Segona Divisió. Posteriorment, va fitxar pel CB L'Hospitalet, club amb el qual va fer el salt a la Primera Divisió, i hi debutà amb 18 anys, el 22 de setembre de 1975, contra el CD Basconia. El resultat fou 93 a 77, a favor de l'Hospìtalet. En aquest partit anotà 6 punts.

### Areslux Granollers
Aviat va esdevenir titular i, atès el seu potencial, va ser fitxat el 1977 per l'Areslux Granollers, que va pagar 500.000 ptes., una elevada suma llavors. Ràpidament va esdevenir el referent de l'equip i va formar una magnífica dupla amb Herminio San Epifanio durant 3 anys. Tots dos van ser cridats per a la selecció espanyola Sub-23 però no els van deixar anar-hi. Un dels moments màgics amb l'Areslux es va donar el 1979, quan per primera vegada es guanyava el Reial Madrid al vell Pavelló Municipal. Va ser tota una gesta: el Madrid acostumava a no perdre mai, i a més el Granollers no podia comptar amb el seu americà Marc Young. Chichi Creus va fer meravelles i es va consolidar per sempre a ulls dels més grans.

### FC Barcelona
El 1980 el Barça el fitxa per 2 anys. Durant la seva primera temporada va participar notablement en la consecució de la Lliga i la Copa, però en la següent l'entrenador Antoni Serra es va decantar definitivament per Nacho Solozábal. Llavors Creus declinar una oferta milionària per seguir 3 anys i va preferir tornar al Granollers, on hi tenia més garantida la titularitat. Tant Solozábal com ell eren líders purs i no els agradava estar-se a la banqueta.

### Segona etapa al Granollers
L'Areslux va aconseguir acoblar un molt bon equip al voltant de Creus, que li va permetre quedar tercer a la Lliga (aquí també hi havia els llegendaris Mendiburu i Joan Ramon Fernández, a més de l'espectacular nord-americà Slab Jones), la qual cosa li va suposar per fi el reconeixement de Díaz-Miguel. Va estar en la selecció des de 1983 a 1988, però incomprensiblement no va tornar a ser convocat mai més, tot i les retirades de Corbalán i Solozábal al final de la dècada. Només Lolo Sáinz es va recordar d'ell per a l'Eurobasket de Barcelona 1997, però en Creus va considerar que la seva època ja havia passat.
A Granollers va continuar donant lliçons magistrals fins a la temporada 1992-1993. Després d'una primera fase més que digna i amb el club ferit de mort pels deutes, es va arribar als play-offs contra el Barça. Chichi va fer un últim partit d'antologia. No obstant això, Talaverón errar el tir final i el BFI Granollers es va convertir en història. Joan Creus tenia llavors gairebé 37 anys.

### TDK Manresa
La carrera de Creus va donar llavors un gir inesperat: va fitxar pel Manresa de la mà d'Angel Palmi. El seu germà Jordi li va donar el relleu i des d'aquest mateix moment va conduir al seu nou club, el modest TDK, a algunes de les més grans gestes que es recorden en el bàsquet espanyol. Va jugar els play offs 5 anys consecutius (amb moments memorables: duels Unicaja-TDK amb el pavelló malagueny Ciudad Jardín en ple cantant-li "vés a l'asil, Joan Creus" i ell sense immutar-se, actuacions increïbles contra el Tau en els quarts de 1995 i en la final de 1998, anul·lant per complet els bases rivals Laso i Bennet, i assolint el premi a l'MVP de la final de l'ACB o els duels entre ell i Michael Anderson del Caja San Fernando), aconseguint tres semifinals i el campionat de 1998, tota una proesa. Dos anys abans va ser campió de la Copa del Rei a Múrcia, després d'una actuació seva per emmarcar: el seu triple final ha esdevingut una imatge per a la història.

### Retirada
Es va retirar el 1999 amb gairebé 43 anys polvoritzant tots els rècords: té 6 marques històriques en el seu poder, i només en lliga ACB. Si afegíssim els 8 anys jugant a Primera Divisió seria un fenomen sense parangó. Encara té el rècord de minuts jugats a l'ACB molts anys després de la seva retirada. La seva longevitat va donar molt que parlar: amb 41 anys va ser el jugador nacional que més temps va romandre a la pista. Va superar els seus registres a l'any següent. Els metges del TDK deien que si es cuidava com ho feia podria jugar al mateix nivell passats els 45. Potser només Dino Meneghin i Oscar Smith van jugar tan bé a tan venerable edat.
Després de la seva retirada i els pertinents homenatges, es va dedicar a les retransmissions esportives i formava part de l'staff tècnic de la selecció espanyola, fins que el 2008 va ser presentat com a nou director de la secció de bàsquet del Barça, un càrrec en el qual substituí Zoran Savić, per mirar de redreçar una secció de bàsquet que no acabava de rutllar. Va exercir les seves funcions fins al juny del 2016.
Des del 1999 a Manresa es va crear una penya que porta el seu nom, es tracta de la Penya Sector Nord-Joan Creus

## Trajectòria esportiva

### Com a jugador
- Sant Gabriel (equips inferiors)
- Ripollet (equips inferiors)
- CB L'Hospitalet: 1975-1977
- Granollers EB: 1977-1980
- FC Barcelona: 1980-1982
- Granollers EB: 1982-1993
- TDK Manresa: 1993-1999

### Com a tècnic
- Membre del cos tècnic de la selecció espanyola: 2002-2008
- Secretari tècnic del FC Barcelona: 2008-2016

## Palmarès

### Com a jugador
- 1 Lliga espanyola: 1980-81
- 1 Lliga ACB: 1997-98 (i MVP de la final de l'ACB)
- 3 Copes del Rei: 1980-81, 1981-82 i 1995-96 (MVP de la competició el 1996)[9]
- 1 medalla d'argent al Campionat d'Europa, Nantes 1983

### Com a tècnic
- Medalla d'or al Campionat del Món del Japó 2006
- Medalla d'argent al Campionat d'Europa de Suècia 2003
- Medalla d'argent al Campionat d'Europa d'Espanya 2008
- Medalla de bronze als Jocs del Mediterrani d'Almeria 2005